# Vor der Morgenröte
Vor der Morgenröte (Verweistitel Vor der Morgenröte – Stefan Zweig in Amerika) ist eine deutsch-französisch-österreichische Koproduktion aus dem Jahr 2016. Der unter der Regie von Maria Schrader entstandene Spielfilm erzählt das Leben des österreichischen Schriftstellers Stefan Zweig im Exil, dargestellt von Josef Hader. Deutschland-Premiere war am 30. Mai 2016 im Berliner Delphi Filmpalast. Premiere in Österreich war am 31. Mai im Gartenbaukino in Wien, Kinostart am 2. Juni 2016. Der Film wurde am 9. August 2016 beim Filmfestival von Locarno gezeigt. In den französischen Kinos lief der Film ab dem 10. August 2016.

## Handlung

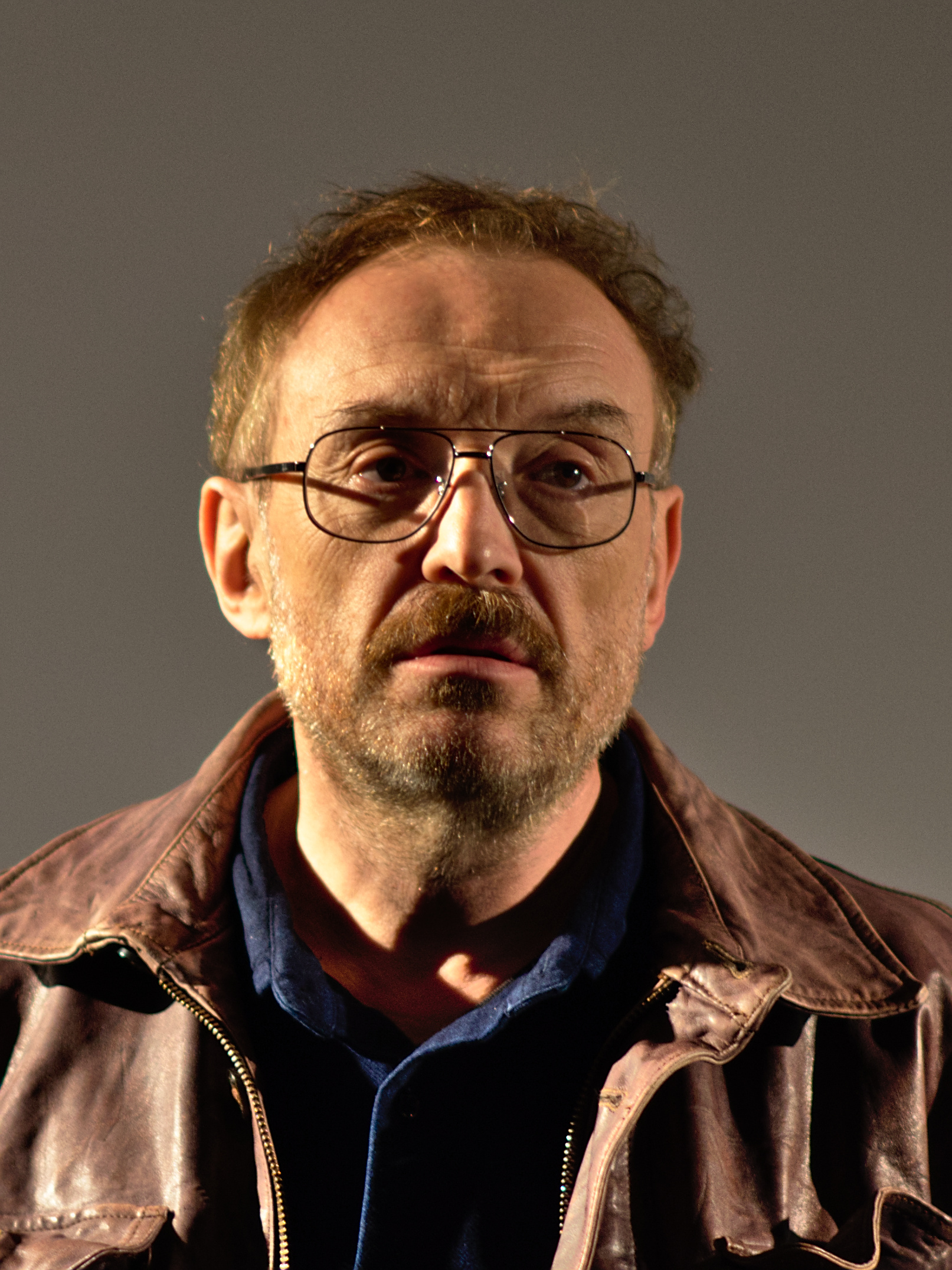
Hauptdarsteller Josef Hader

Der Film erzählt in sechs Episoden die letzten Lebensjahre des dem jüdischen Wiener Großbürgertum entstammenden Schriftstellers Stefan Zweig von 1936 bis zum gemeinsamen Suizid mit seiner zweiten Ehefrau Lotte im Jahr 1942.
In der ersten Einstellung sind Bedienstete im August 1936 in Rio de Janeiro dabei, einem blumenreich geschmückten Festbankett den letzten Schliff zu geben, woraufhin die geladene Gesellschaft beginnt, in den Saal zu strömen, um schließlich den anwesenden Dr. Stefan Zweig zu ehren. Der brasilianische Außenminister hält die Laudatio, Zweig antwortet mit einem Lob auf Brasilien, wo Menschen unterschiedlicher Herkunft und Abstammung friedlich zusammenleben können.
Auf dem PEN-Kongress in Buenos Aires 1936 wird Zweig gefeiert, von Journalisten jedoch vergeblich zu einer politischen Stellungnahme gegen Hitler-Deutschland gedrängt. Im Gegensatz zu Emil Ludwig, der auf dem Kongress die Unterdrückung der Meinungsfreiheit und die Verfolgung von Künstlern in Deutschland anprangert – es wird der Verfolgten auch offiziell gedacht –, weicht Stefan Zweig aus. Er könne die Lage in Deutschland nicht beurteilen, denn er sei nicht dort. Schriftsteller seien keine Politiker, obwohl ihre Werke durchaus politische Wirkung hätten. Es sei wohlfeil, aber unglaubwürdig, wenn man aus dem sicheren Exil heraus Partei nehme.
Im Januar 1941 lassen er und Lotte sich in Bahia eine Zuckerrohrplantage zeigen, da er ein Buch über Brasilien plant. Im Anschluss müssen beide einen schrägen Empfang eines Provinzbürgermeisters über sich ergehen lassen. Überall im Land werden ihm Empfänge bereitet. Da fallen die Schlüsselworte: „Wer keine Heimat hat, hat auch keine Zukunft.“
Ebenfalls im Januar des Jahres 1941 bittet ihn seine erste Ehefrau Friderike im verschneiten New York, Einreisepapiere für Freunde und Bekannte zu erwirken. Nur er sei aufgrund seines Ansehens und seiner Beziehungen dazu fähig. Zudem tauchen seine beiden Stieftöchter Alix und Suse auf; Lotte stößt hinzu. Er bekommt Besuch von dem New Yorker Verleger Ben Huebsch, der ihn zum dauerhaften Aufenthalt in den USA bewegen will.
Am 28. November 1941 ist Zweig in Petrópolis in Brasilien zu sehen, wo er sich niedergelassen hat. An seinem 60. Geburtstag trifft er dort Ernst Feder, den er daraufhin plaudernd zu dessen neuer Bleibe und anschließend zur Bushaltestelle begleitet (er berichtet von seinem neuen Buch Die Schachnovelle). Scheinbar frohgemut, doch von einer tiefen Sorge um Deutschland und Europa erfüllt. Später bekommt er von Freunden und seiner Frau einen Hund geschenkt, einen Drahthaar-Foxterrier. Der Film zeigt, wie Zweig trotz der ihm entgegengebrachten Gastfreundschaft an seiner Entwurzelung leidet; es fällt ihm auch schwer, sich in die neue Kultur einzuleben. Außerdem verzweifelt er an den militärischen Erfolgen Hitler-Deutschlands sowie an der Tatsache, dass einige seiner Freunde in Europa zurückbleiben mussten und er ihnen nicht mehr helfen kann.
Stefan Zweig nimmt sich gemeinsam mit Lotte das Leben. In der letzten Einstellung, es ist der 23. Februar 1942, sieht man, wie die örtliche Polizei den Fall untersucht, während sich Freunde, Bekannte und Angestellte zum Trauern im Haus versammeln. Ernst Feder verliest den auf Deutsch verfassten Abschiedsbrief. Daraus wird ersichtlich, dass sich der Filmtitel auf Zweigs Auffassung bezieht, es ziehe ein besseres Europa herauf, man befinde sich aber noch vor der Morgenröte:  „Ich grüße alle meine Freunde! Mögen sie die Morgenröte noch sehen nach der langen Nacht! Ich allzu Ungeduldiger, gehe ihnen voraus.“

## Produktion
Die Dreharbeiten fanden von April bis Juni 2015 statt, gedreht wurde in Deutschland (Halle und Berlin), Sao Tomé und Lissabon. Unterstützt wurde der Film vom Österreichischen Filminstitut, der Mitteldeutschen Medienförderung, dem Deutschen Filmförderfonds, dem Medienboard Berlin-Brandenburg und Mini Traité, beteiligt waren der Österreichische sowie der Bayerische Rundfunk. Produziert wurde der Film von X Filme, Koproduzenten waren Idéale Audience, Maha Productions und Dor Film.
Der Film wurde 2018 im Rahmen der Edition österreichischer Film von Hoanzl und dem Standard auf DVD veröffentlicht.

## Kritiken
Insgesamt erhielt der Film eine positive Presseresonanz (Moviepilot 8/10, Filmstarts 4/5).
Andreas Busche in Die Zeit lobt den Film als „virtuos, ohne Protz und falsche Patina“, der „weniger ein Biopic im strengen Sinne als die psychologische Studie eines Mannes“ sei. Die Regisseurin finde „ruhige, psychologisch aufgeräumte Bilder“.
Der Focus beschrieb den Film als „gelungenes, optisch detailfreudig-opulentes, teilweise exotisch flirrendes Zeitgeschichtswerk“ und Hader als „feinsinnigen und melancholischen Landsmann voller Zurückhaltung und spürbarem Respekt“, kritisierte jedoch, dass „die Fluchtgeschichte auf der menschlichen Ebene kaum so zu berühren [vermag], wie man es sich wünscht. Allzu sehr blickt Schrader von außen auf die Turbulenzen einer persönlichen Jagd nach Ruhe und geistig-seelischem Zuhause in kriegerischer Epoche.“
Andreas Kilb von der FAZ lobt zwar die schauspielerische Leistung von Josef Hader und Barbara Sukowa, aber insgesamt bleibe das „Wachsfigurenkabinett stumm“. „Das Leid des Bildungsbürgers und Humanisten sowie seiner Weggenossen wird zwar benannt, ist aber weniger spürbar – von der Regie erscheinen Gedanken und Geschehnisse dabei fast wie schulbuchartig abgearbeitet. So werden Einsichten in das Innenleben der Personen behindert. Stattdessen benennen die Filmfiguren gern Autorennamen (‚Ich denk’ jetzt oft an Roth‘) und politische Ereignisse, um eine Einordnung des Geschehens in die Historie zu gewährleisten – eine blutarme cineastische Strategie.“
Tilman Krause bemängelt in der Welt, dass der Film sich jeder Wertung enthalte. Der Verzicht auf Deutung wirke seltsam hilflos, mutlos, als hätte sich die Regisseurin von Zweigs Energieschwund anstecken lassen. Feinfühlig bebilderte Zeitgeschichte biete sie. Das rühre einen hie und da, aber im Ganzen bleibe man innerlich unbeteiligt.
Regelrecht euphorisch bewertet Oliver Kaever im Spiegel den Film als „Sternstunde des deutschen Kinos“ oder „einfach einer der besten Filme des Jahres“ und stellt insbesondere einen Bezug zur aktuellen Flüchtlingssituation her. Daniele Muscionico spielt in ihrer Rezension für die Neue Zürcher Zeitung mit dem Titel „Sternstunden der Verzweiflung“ ebenfalls auf eines der bekanntesten Werke Zweigs an, wobei sie insbesondere die Bildgestaltung des Kameramannes Wolfgang Thaler sowie die schauspielerische Leistung von Josef Hader als Zweig lobt.
Auch von der Berliner Presse erhielt Schraders Film ein eher positives Echo. So findet Claudia Lenssen vom Tagesspiegel die seelischen Befindlichkeiten des Exilanten überzeugend dargestellt, für Jenni Zylka in ihrem Beitrag in der taz wurden in einer Filmbiografie „endlich einmal“ die künstlerisch richtigen Bilder gefunden und Christina Bylow ist in ihrer Kritik für die Berliner Zeitung der Ansicht, dass der Film den inneren Zustand eines Heimatlosen sehr gut wiedergeben kann.
In seinem Beitrag für das Branchenmagazin epd Film findet Gerhard Midding, dass der Film eine ähnlich künstlerisch-elegante Sprache gefunden hat, wie man sie auch im Werk des Autors Zweig vorfindet.

## Publikumsresonanz
Der Film stieg am Wochenende seiner Veröffentlichung (2. bis 5. Juni) in den deutschen Kinocharts auf Platz 8 ein, in den Arthouse-Charts eroberte er Platz 1. Insgesamt stand der Film fünf Wochen an der Spitze der Arthouse-Charts; im Juni 2016 wurde er von insgesamt 136.230 Besuchern gesehen und von den Nutzern der Film-community Moviepilot zum zweitbesten Film gewählt. Bis zum Jahresende zählte er nach Angaben der Produktionsfirma X Filme Creative Pool mehr als 200.000 Kinobesucher.

## Auszeichnungen

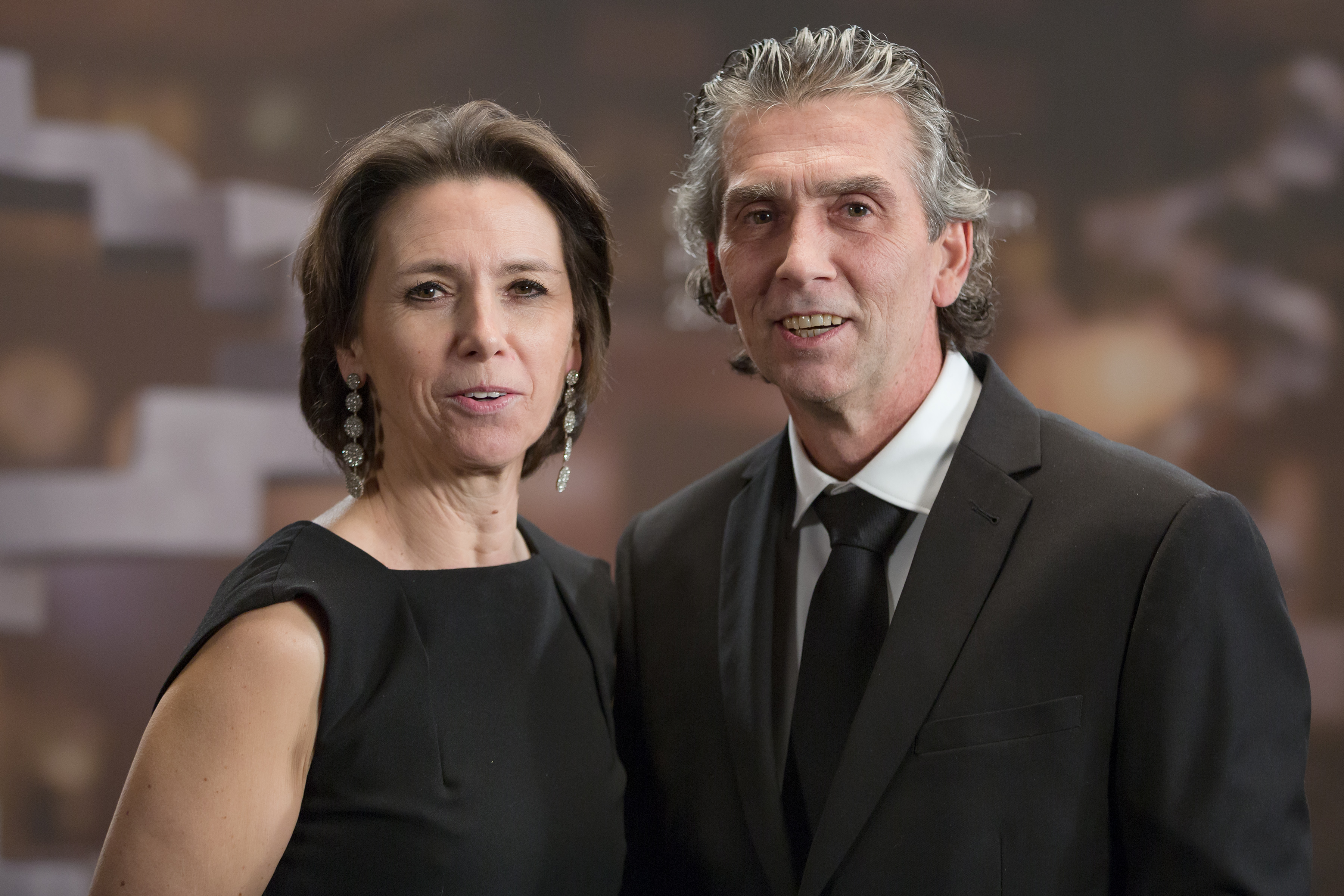
Die Maskenbildner Monika Fischer-Vorauer und Andreas Meixner bei der Verleihung des Österreichischen Filmpreises

Beim Deutschen Filmpreis 2016 erhielt Maria Schrader für ihren Film eine Nominierung in der Kategorie Beste Regie, Barbara Sukowa war für die beste weibliche Nebenrolle nominiert. Im Rahmen des Festivals des deutschen Films wurde das Werk mit dem „Filmkunstpreis 2016“ ausgezeichnet.
Der Film wurde von den Produzenten für die Auswahl des deutschen Kandidaten als bester fremdsprachiger Film bei der Oscarverleihung 2017 vorgeschlagen. Nachdem Deutschland stattdessen Toni Erdmann nominiert hatte, gab Österreich am 6. September 2016 bekannt, Vor der Morgenröte ins Rennen zu schicken. Der österreichische Beitrag für den Auslandsoscar wurde von der Academy of Motion Picture Arts and Sciences (AMPAS) zurückgewiesen, begründet wurde dies mit der „Unausgewogenheit der kreativen Beteiligung“. Als die AMPAS einige Tage später die vollständige Liste der nominierten Titel publizierte, war Vor der Morgenröte allerdings dort aufgeführt. Der Film gelangte jedoch nicht auf die Shortlist von insgesamt neun Kandidaten.
Im Rahmen der Verleihung des Österreichischen Filmpreises 2017 wurde der Film in der Kategorie „Beste Maske“ (Monika Fischer-Vorauer und Andreas Meixner) ausgezeichnet, Josef Hader war in der Kategorie „Bester männlicher Darsteller“ nominiert.
Beim Bayerischen Filmpreis 2016 wurde Maria Schrader mit dem Regiepreis ausgezeichnet. Vom Verband der deutschen Filmkritik wurde der Film mit dem Preis der deutschen Filmkritik 2016 in den Kategorien „Bester Darsteller“ (Josef Hader) und „Beste Kamera“ (Wolfgang Thaler) ausgezeichnet.
Beim Papierenen Gustl der österreichischen Filmjournalisten wurde Vor der Morgenröte als bester österreichischer Film des Jahres 2016 ausgezeichnet.
2017 wurde der Film im Rahmen der Verleihung des Civis Medienpreises mit dem Publikumspreis für europäische Spielfilme im deutschen Kino ausgezeichnet. Außerdem war er für den DACHS-Drehbuchpreis (Fünf Seen Filmfestival) nominiert. Bei der Verleihung des Europäischen Filmpreises 2017 war Josef Hader als bester Darsteller nominiert, während der Film den Publikumspreis gewann.
Nominierungen:
- 2017 Europäischer Filmpreis, Josef Hader als Bester europäischer Darsteller
- 2017 Österreichischer Filmpreis, Josef Hader als Bester männlicher Darsteller
- 2017 Palm Springs International Film Festival, FIPRESCI-Preis, Maria Schrader als Bester fremdsprachiger Film
- 2017 Preis der deutschen Filmkritik, Maria Schrader als Bester Film
- 2017 Preis der deutschen Filmkritik, Aenne Schwarz als Beste Darstellerin
- 2017 Preis der deutschen Filmkritik, Maria Schrader und Jan Schomburg für Bestes Drehbuch
- 2017 Jupiter Award, Josef Hader als Bester deutscher Darsteller
- 2017 Fünf Seen Filmfestival, DACHS-Drehbuchpreis
- 2016 Deutscher Filmpreis, Maria Schrader für Beste Regie
- 2016 Deutscher Filmpreis, Barbara Sukowa als Beste weibliche Nebenrolle
- 2016 Locarno Film Festival, Variety Piazza Grande Preis für Maria Schrader